# Tỉnh của New Zealand

Bản đồ niên biểu động New Zealand thể hiện các ranh giới cấp tỉnh, 1841–1876.

Đơn vị cấp tỉnh (tiếng Anh: province) của Thuộc địa New Zealand tồn tại từ năm 1841 đến năm 1876, là một hình thức chính quyền cấp một quốc gia. Mỗi tỉnh có cơ quan lập pháp riêng và được lập nên quanh sáu khu định cư hay "thuộc địa" có kế hoạch vào ban đầu. Cấp hành chính này bị thay thế bằng các county, rồi các district.
Sau khi bị bãi bỏ, các tỉnh được gọi là provincial districts. Chức năng hữu hình chủ yếu hiện nay của chúng là xác định ranh giới địa lý cho các ngày nghỉ lễ, ngoại trừ quần đảo Chatham, Northland, và South Canterbury.

## 1841 đến 1853
Khi New Zealand trở thành một thuộc địa riêng biệt từ New South Wales vào năm 1841, chiếu chỉ thành lập ba tỉnh:
- New Ulster (phần lãnh thổ về phía bắc sông Patea trên đảo Bắc)
- New Munster (phần lãnh thổ phía nam sông Patea trên đảo Bắc, cùng đảo Nam)
- New Leinster (đảo Stewart)

Năm 1846, Quốc hội Anh thông qua đạo luật hiến pháp New Zealand đầu tiên, song nó hầu như bị đình chỉ hoàn toàn theo khuyến nghị của Thống đốc George Grey. Chỉ duy các điều khoản liên quan đến cải cách các tỉnh là được thi hành, các tỉnh sau cải cách là:
- New Ulster (toàn bộ đảo Bắc)
- New Munster (đảo Nam và đảo Stewart)

## 1853 đến 1876

### Hình thành
Có thêm các tỉnh mới được lập ra theo Đạo luật Hiến pháp New Zealand 1852, theo đó New Zealand có sáu tỉnh là Auckland, New Plymouth, Wellington, Nelson, Canterbury, và Otago. Mỗi tỉnh bầu cơ quan lập pháp riêng mang tên là Hội đồng tỉnh, và bầu ra một quản lý viên song người này không phải thành viên của hội đồng. Các hội đồng bầu chủ tịch của mình tại phiên họp đầu tiên sau bầu cử.
Đạo luật cũng lập ra một đại hội quốc gia gồm hội đồng lập pháp do Thống đốc bổ nhiệm và Chúng nghị viện được bầu cử trực tiếp. Các tỉnh này chính thức hiện hữu vào ngày 17 tháng 1 năm 1853 và điều chỉnh ranh giới của các tỉnh được đăng trong công báo vào ngày 28 tháng 2. Các điều lệ bầu cử được đăng công báo vào ngày 5 tháng 3.
Quyền bầu cử được trao cho các nam giới từ 21 tuổi trở lên và sở hữu tài sản toàn quyền sử dụng có giá trị £50 một năm. Các cuộc bầu cử được tổ chức mỗi bốn năm. Đạo luật Tu chính Hiến pháp New Zealand 1857 quy định bổ nhiệm một phó quản lý viên.
Đạo luật Hiến pháp quy định việc lập thêm tỉnh, và khi gia tăng tình trạng các khu dân cư của người châu Âu được khuếch trương giữa các trung tâm ban đầu của chính quyền cấp tỉnh và số người định cư ở nơi xa xôi gia tăng, Đại hội Quốc gia thông qua Đạo luật các tỉnh mới 1858.
Đạo luật này cho phép bất kỳ 'district' rộng từ 500 nghìn đến 3 triệu acre (2.000–12.000 km²) với dân số gốc Âu không ít hơn 1.000 người được kiến nghị lập tỉnh nếu có ít nhất 60% cử tri chấp thuận. Do đó, tỉnh Hawke's Bay tách khỏi Wellington vào ngày 1 tháng 11 năm 1858; tỉnh Marlborough từ Nelson vào ngày 1 tháng 11 năm 1859; và tỉnh Southland từ Otago vào ngày 1 tháng 4 năm 1861. New Plymouth cũng được đổi tên thành Taranaki theo đạo luật này.
Đảo Stewart từ năm 1853 không thuộc về tỉnh nào, song từ ngày 10 tháng 11 năm 1863 thì được quy thuộc tỉnh Southland.
Các tỉnh được lập theo đaọ luật này bầu quản lý viên của mình theo một cách thức khác biệt. Các thành viên của hội đồng tỉnh sẽ bầu một nhân sĩ phù hợp được liệt trong danh sách bầu cử làm quản lý viên, nếu nhân sĩ này là một thành viên đắc cử thì sẽ phải tổ chức bầu cử bổ sung để lấp chỗ trống.
| Tỉnh         | Ngày thành lập           | Lập nên từ  | Ngày giải thể       | Nguyên nhân         |
| ------------ | ------------------------ | ----------- | ------------------- | ------------------- |
| Auckland     | 17 tháng 11 năm 1853     | New Ulster  | 1 tháng 11 năm 1876 | Các tỉnh bị bãi bỏ  |
| New Plymouth | 17 tháng 1 năm 1853      | New Ulster  | 1 tháng 11 năm 1876 | Các tỉnh bị bãi bỏ  |
| Hawke's Bay  | ngày 1 tháng 11 năm 1858 | Wellington  | 1 tháng 11 năm 1876 | Các tỉnh bị bãi bỏ  |
| Wellington   | 17 tháng 1 năm 1853      | New Munster | 1 tháng 11 năm 1876 | Các tỉnh bị bãi bỏ  |
| Nelson       | 17 tháng 1 năm 1853      | New Munster | 1 tháng 11 năm 1876 | Các tỉnh bị bãi bỏ  |
| Marlborough  | ngày 1 tháng 11 năm 1859 | Nelson      | 1 tháng 11 năm 1876 | Các tỉnh bị bãi bỏ  |
| Westland     | 1 tháng 12 năm 1873      | Canterbury  | 1 tháng 11 năm 1876 | Các tỉnh bị bãi bỏ  |
| Canterbury   | 17 tháng 1 năm 1853      | New Munster | 1 tháng 11 năm 1876 | Các tỉnh bị bãi bỏ  |
| Otago        | 17 tháng 1 năm 1853      | New Munster | 1 tháng 11 năm 1876 | Các tỉnh bị bãi bỏ  |
| Southland    | 25 tháng 3 năm 1861      | Otago       | 5 tháng 10 năm 1870 | Hợp nhất cùng Otago |

1. ↑  Đổi tên ngày 1 tháng 1 năm 1859
2. ↑  county độc lập vào 1 tháng 1 năm 1868

### Bãi bỏ
Gần như ngay sau khi được thành lập, các tỉnh của New Zealand là chủ đề tranh luận chính trị kéo dài. Hai phái nổi lên trong Đại hội Quốc gia: phái tập quyền trung ương chủ trương một chính phủ trung ương mạnh còn phái địa phương chủ nghĩa thì chủ trương chính phủ địa phương mạnh. Các thành viên của phái tập quyền trung ương trong Đại hội Quốc gia nhận định các tỉnh cố hữu đã vụ lợi, và thiên hướng chính trị rổ thịt. Thí dụ như trong xây dựng các tuyến đường sắt, có ba tỉnh đã xây dựng đường sắt với các khổ khác biệt, đường sắt tỉnh Canterbury xây theo khổ "rộng", đường sắt của Southland xây theo khổ "tiêu chuẩn". Kết quả là Đạo luật Công trình công cộng năm 1870 chính thức hóa khổ đường sắt, và tuyến đường sắt đầu tiên của tỉnh Otago được xây theo khổ hẹp "tiêu chuẩn" mới. Bộ trưởng Ngân khố thuộc địa mà về sau là Thủ tướng Julius Vogel phát động các chương trình nhập cư và công trình công cộng nổi tiếng của mình trong thập niên 1870, vay tổng cộng 10 triệu bảng để phát triển các cơ sở hạ tầng quan trọng như đường bộ, đường sắt, hệ thống thông tin, chúng đều do chính phủ trung ương quản lý. Điều này làm giảm mạnh quyền lực của các tỉnh. Các tỉnh cuối cùng bị bãi bỏ theo Đạo luật bãi bỏ các tỉnh năm 1876, trong nhiệm ký thủ tướng của Harry Atkinson. Các tỉnh chính thức dừng tồn tại vào ngày 1 tháng 1 năm 1877.

## Thay thế
Sau khi bãi bỏ các tỉnh, chức năng quản trị địa phương được trao cho các hội đồng borough và county được bầu. Dự luật các Hạt năm 1876 lập ra 63 hạt (county) từ các tỉnh cũ. Các biên giới cũ của các tỉnh đóng vai trò là khu vực hành chính cho các ban giáo dục được lập theo Đạo luật Giáo dục năm 1877 và cho nhiệm vụ của một số cơ quan chính phủ, trong đó có Bộ Đất đai và Điều tra.
Đạo luật Giáo dục 1877 lập ra các ban giáo dục cho Auckland, Hamilton, Hawkes Bay, Taranaki, Wanganui, Wellington, Nelson, Westland, Southland, Canterbury và Otago. Năm 1989, các hạt được thay thế bằng các hội đồng quận (district) có quy mô lớn hơn.
Bộ Đất đai và Điều tra phân quốc gia thành các "khu vực đất đai" gồm: Auckland (Bắc), Auckland (Nam), Hawkes Bay, Gisborne, Taranaki, Wellington, Canterbury, Marlborough, Nelson, Westland, Otago và Southland.
Liên đoàn Rugby New Zealand (NZRU) được thành lập vào năm 1892 với các thành viên sáng lập chủ yếu là các tỉnh: 
Auckland†, 
Hawke's Bay†, 
Taranaki†, 
Manawatu, 
Wanganui,
Waiararapa, 
Wellington†,
Nelson†, 
Marlborough† và 
South Canterbury. Đương thời, ba liên đoàn cấp tỉnh chủ yếu tại đảo Nam là 
|Canterbury†, 
|Otago† và
Southland† 
kháng cự quyền lực tập trung của NZRU.

## Sử dụng hiện đại
Một số ngày lễ cấp tỉnh hiện đại vẫn là những ngày lễ công cộng tại New Zealand: Auckland†, Taranaki†, Hawkes' Bay†, Wellington†, Marlborough†, Nelson†, Canterbury†, Canterbury (Nam), Westland†, Otago†, Southland† và Quần đảo Chatham.
† biểu thị phản ảnh một tỉnh nguyên bản.
Các quận cấp tỉnh có biên giới khác biệt so với các khu vực hiện nay, ví dụ khu vực Manawatu-Wanganui phần lớn thuộc quận cấp tỉnh. Đại diện cho các quận là các đội tuyển rugby liên hiệp trong ITM Cup và Heartland Championship.
Một số danh xưng vẫn tồn tại trong các bối cảnh khác, chẳng hạn là các khu vực quan trị y tế: Northland, Waitemata, Auckland†, Counties Manukau, Waikato, Bay of Plenty, Lakes (Rotorua/Taupo), Hawke's Bay†, MidCentral (Manawatu), Tairawhiti (Gisborne), Taranaki, Whanganui, Wairarapa, Hutt Valley], Capital and Coast (Wellington)†, Nelson (Marlborough)†, West Coast†, Canterbury†, South Canterbury và Southern (Otago)†.
Các khu vực hiện nay của New Zealand và hầu hết các hội đồng của chúng bắt đầu hiện diện vào năm 1989: Northland, Auckland†, Waikato, Bay of Plenty, Gisborne, Hawke's Bay†, Taranaki†, Manawatu-Whanganui, Wellington†, Tasman, Nelson†, Marlborough†, West Coast†, Canterbury†, Otago† và Southland†.